# Route nationale 120
Die N120 war eine französische Nationalstraße, die 1824 zwischen Bozouls-La Rotonde und der N20 südlich von Uzerche festgelegt wurde. Sie geht auf die Route impériale 140 zurück. Sie wurde 1889 zwischen Entraygues-sur-Truyères und Bozouls-la Rotonde auf eine neue Führung durch die Schlucht der Lot gelegt. Die alte Route trägt heute die Nummern D904 und D20. Die Länge betrug 188 Kilometer. 1973 wurde sie auf den Abschnitt zwischen Aurillac und Uzerche gekürzt und 2006 komplett abgestuft.